# Província de Malanje
Malanje (o Malange) és una província del centre-nord d'Angola. Té una superfície de 97.602 km² i una població de 968.135 habitants. La capital de la província és la ciutat de Malanje.
A Malanje hi ha el Parc Nacional de Milando

## Geografia

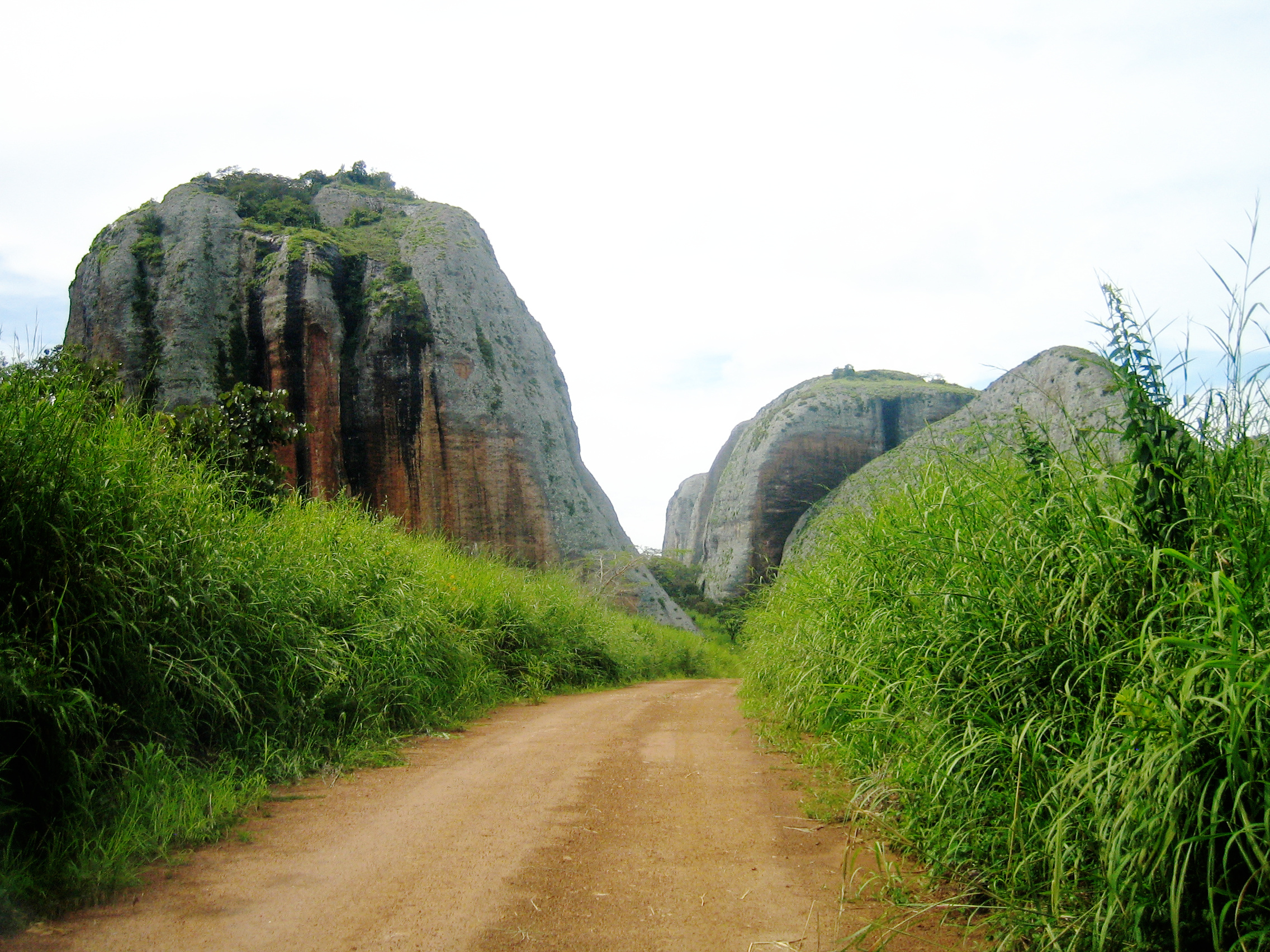
Les Roques Negres de Pungo Adongo.

La província té altituds variables, entre els 500 i els 1500 metres per damunt del mar. La seva pluviometria ronda entre 1000 i 1750 mm. Les seves temperatures mitjanes anuals varien entre els 20º i els 24º. Té un clima tropical humit. Malanje està limitada al nord per Uíge i per la República Democràtica del Congo, al sud per Bié, a l'oest per Kwanza-Nord i Kwanza-Sud, i a l'est per Lunda Norte i Lunda Sul.

## Llengües
- Kimbundu
- Songo

## Divisió administrativa
La província de Malanje té els següents municipis:
- Massango
- Marimba
- Cunda Dia Baze
- Cahombo
- Calandula
- Cacuso
- Kiuaba Nzoji
- Mucari
- Quela
- Cambundi Catembo
- Cangandala
- Luquembo
- Quirima
- Malanje

## Economia
La seva economia és eminentment agrícula: cotó, mill, batata dolça, girasol, fessols, soja, mandioca, arroç, horticultura.
També hi ha ramaderia bovina, caprina, ovina i porcina.
Hi ha mines de diamants, or, manganès i minerals radioactius.

## Turisme i naturalesa
Malanje té una gran varietat de recursos turístics:
- Parc Nacional de Cangandala
- La Reserva Natural de Luando
- La Palanca Negra Gegant
- Les Quedas de Kalandula
- Les Pedres Negres de Pungo-Andongo
- Els ràpids de Kwanza
- Túmuls del Rei Ngola Kiluanji, de la reina Njinga Banda i del seu germpa, a l'aldea de Mukulu a Ngola, al municipi de Marimba.

## A internet
Pàgina web oficial de la Província (portuguès)